# Храп
Храп — специфический процесс, сопровождающий дыхание во сне, выраженный отчётливым низкочастотным, дребезжащим звуком и вибрацией.

## Этимология
Русские слова «храп, храпеть» являются общеславянскими (аналогично укр. храп, хропти, сербохорв. храпати, храпам, словен. hrápati, hrápam, hrápljem, чеш. chrápati, словац. сhráраť, пол. сhrараć — то же), по происхождению — звукоподражаниями.

## Клиническая картина
Храп связан с непроизвольным расслаблением во время сна у человека мягкого нёба и нёбного язычка (во время сна на спине западающего и таким образом вызывающего храп). Храп возникает вследствие вибрации мягких тканей гортани и глотки, обусловленной особенностями анатомического строения человека, когда вдыхаемый воздух проникает в суженное пространство зева. По закону Бернулли скорость воздушного потока в суженном пространстве увеличивается, соответственно падает давление, а податливые нёбные дужки и язычок втягиваются вовнутрь, по направлению зева, что и приводит к вибрации и возникновению характерного звука.
Возникновению храпа способствуют нарушения носового дыхания, отёки или гипертрофии слизистых оболочек крыльев носа, опухоли в области носоглотки. Храп нередко сопровождается апноэ, и лица, имеющие проблемы с храпом, имеют несколько повышенный риск сердечно-сосудистых заболеваний, а также гипертонии, неврозов и неврастении.
Храп присутствует во сне приблизительно у 44—45 % людей (согласно исследованию Эдварда Клиффорда (США, 1979 г.) и группы учёных под руководством Виктора Гапановича (СССР, 1987 г.)). Храпу подвержены люди, склонные к лишнему весу, обладающие короткой и толстой шеей, утолщённым мягким нёбом и удлиненным язычком, что обуславливает сужение зева; кроме того, храп обнаруживается с ослабленным или полностью отсутствующим глоточным рефлексом.
Вышеупомянутый Гапанович в 1988 году предложил следующую классификацию храпа в зависимости от его проявлений:
- Лёгкая (I) степень — тихий и монотонный храп небольшой продолжительности (многими сравниваемый с кошачьим мурлыканьем), наблюдаемый только при сне на спине, практически не мешает спящим рядом;
- Средняя тяжесть (II степень) — более длительный, чаще монотонный, но без прерывистого дыхания; при сне на спине храп этой степени громкий, в то время как при сне на боку интенсивность уменьшается, а при сне на животе практически не проявляется; мешает сну людям поблизости;
- Тяжёлая (III) степень — чрезмерно громкий и интенсивный храп, наблюдается во всех положениях (на спине, на боку, на животе), и вне от их зависимости интенсивность не меняется; может наблюдаться прерывистое дыхание; также мешает спать соседним, однако может и настораживать их, наводя мысли, не задохнулся ли храпящий во сне.

При выдохе во время храпа могут наблюдаться и другие вокализации, как например, посвистывание (такой храп может характеризоваться как «с присвистом»).

## Воздействие на окружающих
Сильный храп может достигать громкости 93 дБ. Однако человек, который храпит, обычно не слышит собственного храпа. Храп обычно мешает спящему рядом соседу, который на протяжении времени сна и в течение ночи страдает и мучится от звуков храпа. В итоге утром сосед храпящего человека чувствует себя не выспавшимся, утомленным, раздражительным. В свою очередь, храпящий человек пытается обособиться от других, чтобы не мешать им, по утрам он чувствует себя уставшим и не выспавшимся. Психологически храпящий во сне человек становится подавленным, у него понижается как и физическая, так и умственная активность.

## Лечение храпа
Лечение храпа направлено на устранение причин, вызывающих вибрацию мягких тканей глотки во время сна. Выбор метода лечения зависит от индивидуальных особенностей пациента, степени выраженности храпа и наличия сопутствующих состояний, таких как синдром обструктивного апноэ сна.

### Консервативные методы
- СИПАП-терапия (от англ. Continuous Positive Airway Pressure — постоянное положительное давление в дыхательных путях) — один из наиболее эффективных методов лечения храпа, особенно при его сочетании с апноэ сна. Принцип действия заключается в подаче под давлением воздуха через специальную маску, что предотвращает спадение мягких тканей глотки и обеспечивает свободное прохождение воздуха.
- Внутриротовые приспособления — это индивидуально изготовленные ортодонтические или стоматологические устройства, которые носятся во время сна. Они могут выдвигать нижнюю челюсть вперёд, удерживать язык или поднимать мягкое нёбо, тем самым увеличивая просвет дыхательных путей и уменьшая или устраняя храп.
- Ортодонтическое лечение — в некоторых случаях храп может быть связан с аномалиями прикуса или строения челюстей, приводящими к сужению дыхательных путей. Ортодонтическая коррекция может улучшить положение челюстей и языка, способствуя нормализации дыхания во сне.
- Тренировка мышц верхних дыхательных путей — некоторые методы, такие как игра на диджериду, могут способствовать укреплению мышц мягкого нёба, языка и глотки. Регулярные упражнения могут повысить тонус этих мышц, уменьшая их вибрацию и, как следствие, громкость храпа[11][12][13].

### Хирургические методы
- Лазерная и криопластика нёба — эти методы основаны на контролируемом повреждении (термическом или холодовом) слизистой оболочки мягкого нёба и нёбного язычка. В процессе заживления происходит рубцевание и уплотнение тканей, что уменьшает их подвижность и вибрацию во время сна.
- Имплантаты для мягкого нёба — представляют собой небольшие стержни, которые вводятся в мягкое нёбо для его укрепления. Это способствует уменьшению его провисания и вибрации, тем самым предотвращая храп.

### Другие методы
- Электронные аппараты для лечения храпа — существуют устройства, которые при обнаружении храпа стимулируют человека (например, слабым электрическим импульсом) для изменения положения тела или перехода в более поверхностную фазу сна. Считается, что это может привести к бессознательному уменьшению храпа. Эффективность этих методов может варьироваться.
- Дополнительные методы — на рынке представлено множество изобретений и устройств, направленных на борьбу с храпом (например, специальные подушки, назальные расширители, "намордники", предотвращающие дыхание ртом). Их эффективность может быть индивидуальной, и некоторые из них могут вызывать дискомфорт или нарушать сон[14].